# Чарнокіт
Чарнокіт (рос. чарнокит, англ. charnockite; нім. Charnockit m) — магматична і метаморфічна гірська порода сімейства низьколужних ґранітів.

## Історія та етимологія
Назва чарнокіт походить від імені імовірного засновника Калькутти Джоба Чарнока (1630—1692), чий мавзолей був побудований із чарнокіту. Перші наукові описи мінералу були опубліковані у 1893 (Журнал Азійського товариства Бенгалії|Journal of the Asiatic Society of Bengal) та 1900 (Мемуари Геологічного товариства Індії|Memoirs of the Geological Society of India) британським геологом, відповідальним за Індію Томасом Генрі Холландом (1868—1947).

## Загальний опис
Складається з калієвого польового шпату (15-20 % об'ємних), олігоклазу (бл. 50 %), кварцу (бл. 30 %) і гіперстену (2-7 %). Містить плагіоклаз, ґранат, біотит, рогову обманку, акцесорні мінерали: магнетит, апатит, циркон, високоглиноземисті мінерали. Колір темний, рідше світло-сірий з голубуватим відтінком, а також блакитно-зелений. Особливо характерні медово-жовте або зелене забарвлення калієвих польових шпатів і незвичайний жирний блиск польових шпатів. Структура ґранітна, середньо- чи крупнозерниста, іноді порфіровидна. Склад мінливий. Сер. хім. склад (% мас.): SiO2 — 69,82; TiO2 — 0,72; Al2O3 — 14,56; Fe2O3 — 1,29; FeO — 1,85; MgO — 0,90; CaO — 2,82; Na2O — 3,02; К2О — 4,0. Чарнокіт морозостійкий та кислотостійкий, добре полірується.
Походження магматичне, асоціює з анортозитами та ін. глибинними породами. Складає пластові склепінчастоподібні авто- і алохтонні масиви площею від дек. десятків до тисяч км2. Принаймні частина чарнокітів має метаморфічне походження . Чарнокіт утворюється в середній земній корі при високих температурах від 650 до майже 900 °C і тиску від 3 до 6 кбар. Вони оточені метаморфічними породами, з яких вони були виплавлені при високих температурах. Це призвело до відділення малов'язкої водовмісної магми, яка піднімалася з місця плавлення в більш високі ділянки кори, від маловодного в'язкого залишкового розплаву, який кристалізувався в чарнокіт.

## Розповсюдження та використання
Чарнокіти зустрічаються в основному в глибоко еродованих докембрійських фундаментах в Африці, Антарктиді, Індії та на північному сході Південної Америки. Менші родовища в Скандинавії.
Родовища чарнокіту розробляються в Індії, Бразилії та Нігерії. Чарнокіт експортують до Європи та Північної Америки як литий камінь.
У країнах походження вони використовуються для одержання гравію та будівництва доріг. Основа для всесвітньо відомої статуї Христа в Ріо-де-Жанейро складається з чарнокіту. У Німеччини з чарнокіту виготовляють надгробки.
Зустрічається на південному заході України.

## Галерея

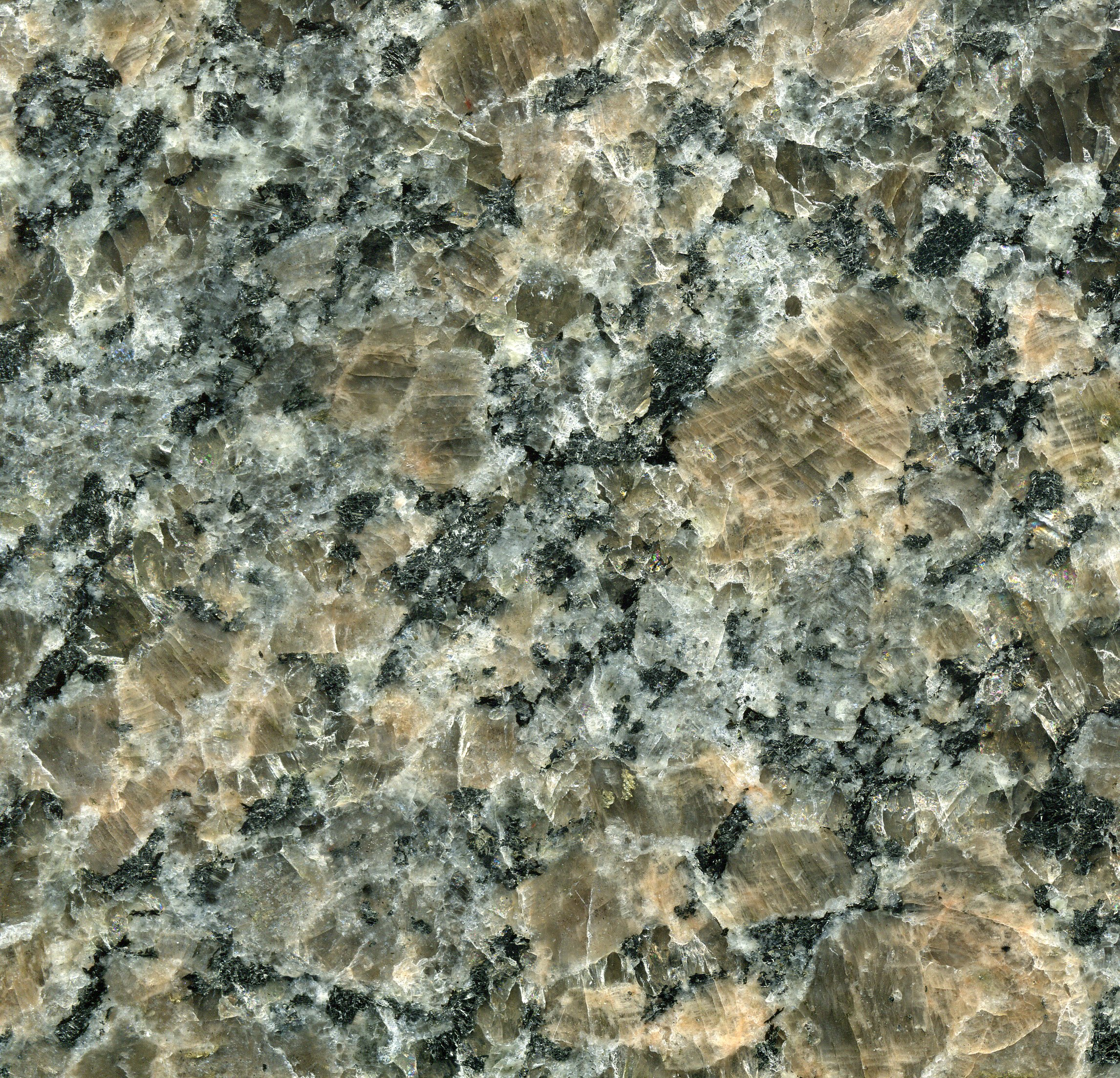
Чарнокіт (порфіровий кварцовий мангерит), продається як "Nara Brown Granite", видобутий у південному Квебеку
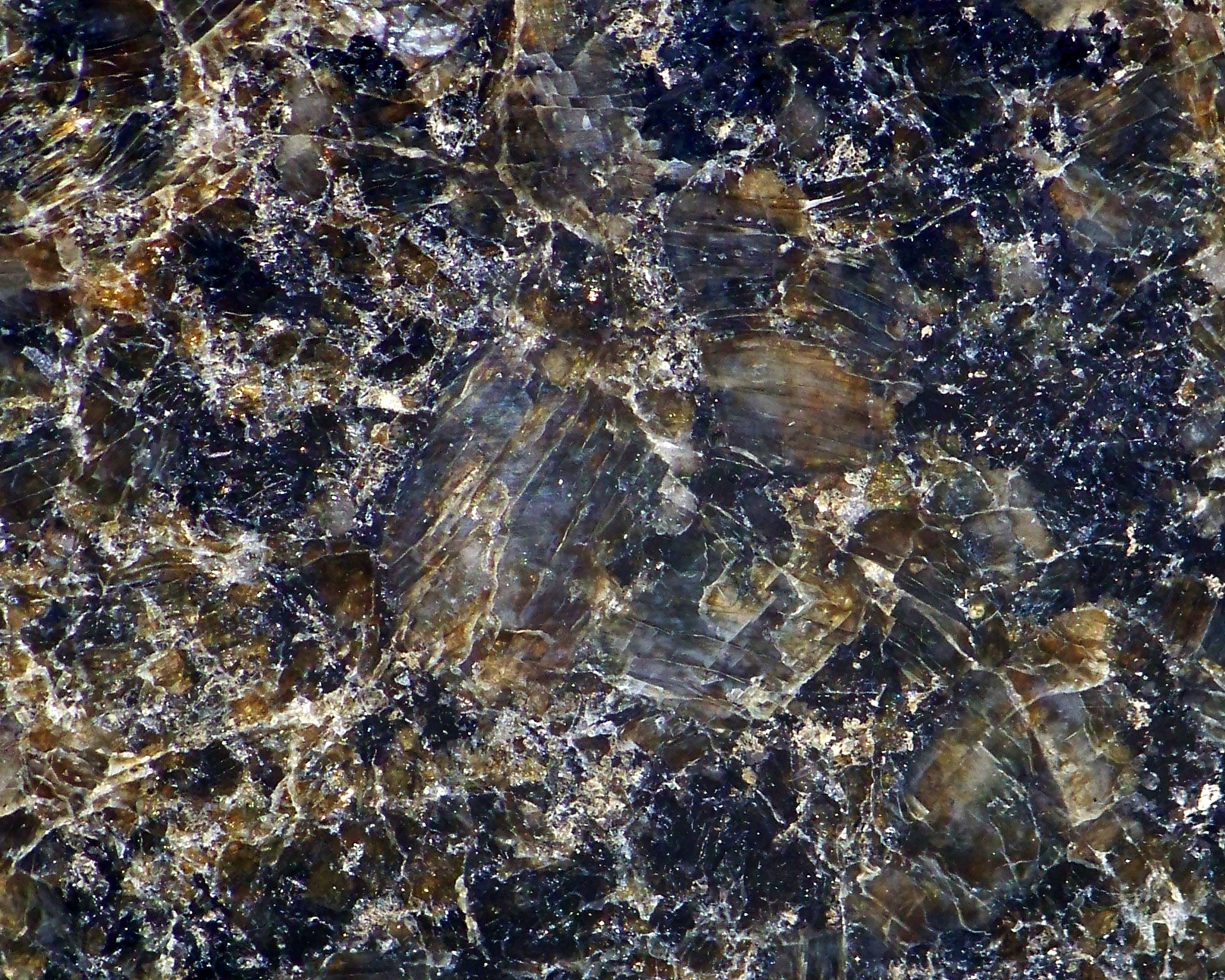
Чарнокітова пластина з Варберга, Швеція
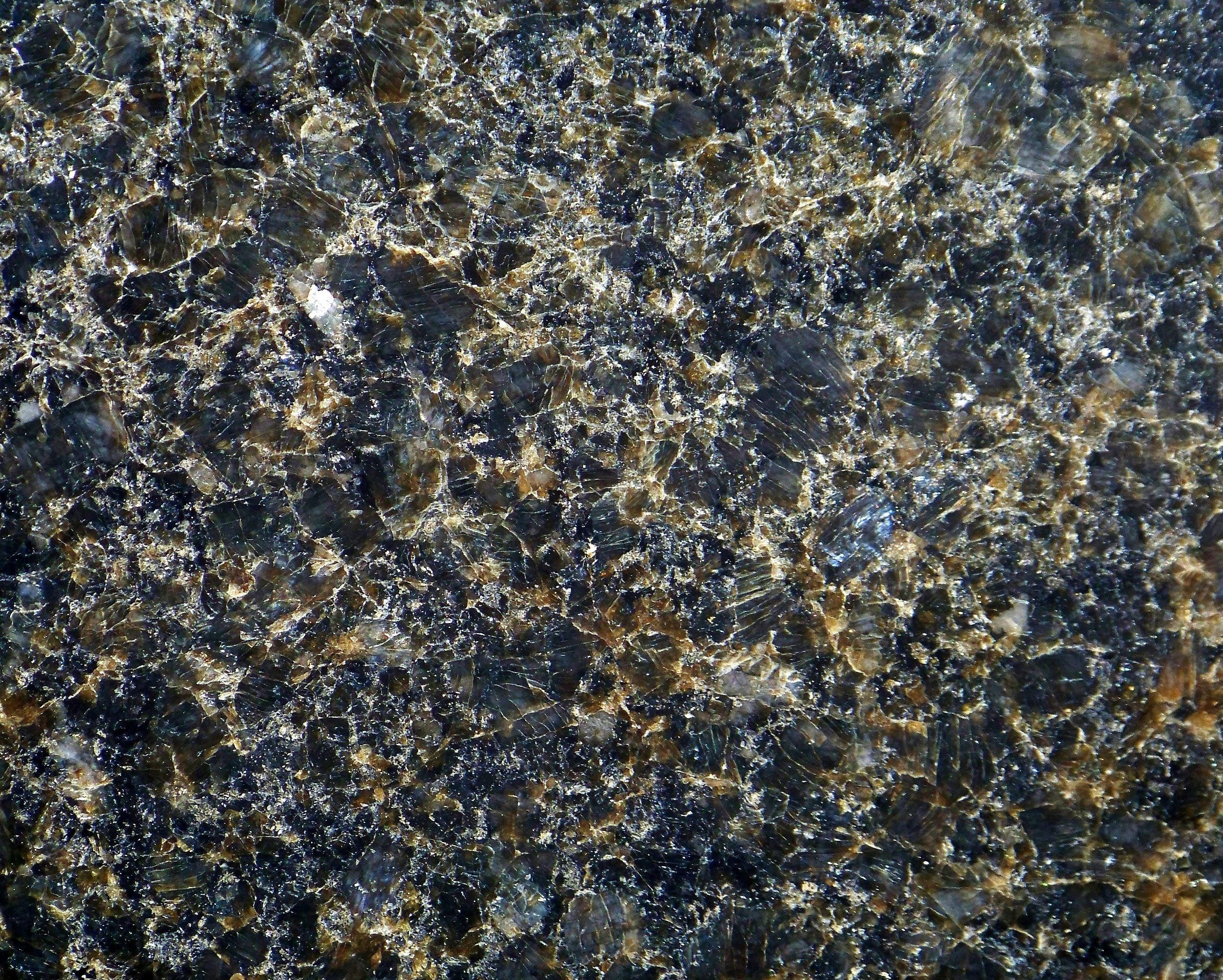
Чарнокітова пластина з Варберга, Швеція